# Igarapava
Igarapava est une municipalité brésilienne de l'État de São Paulo et la Microrégion d'Ituverava.

## Personnalités
- MC Menor JP, chanteur brésilien, est né à Igarapava.